# Nathalie Poza
Nathalie Poza Maupain (Madrid, 7 de marzo de 1972) es una actriz española ganadora de dos Premios Goya.

## Biografía
Nació en Madrid, hija de madre francesa y padre español. Estudió en St. Anne's School, un colegio británico en Madrid y desde pequeña aprendió a tocar el piano y practicó ballet.
Su carrera ha estado muy ligada al teatro como componente del grupo Animalario, con el que ha participado en diversos montajes junto a actores como Andrés Lima, Javier Gutiérrez Álvarez, Guillermo Toledo o Alberto San Juan entre otros. Su expareja, Gonzalo de Castro, también ha estado ligado a Animalario.
En televisión ha colaborado con papeles secundarios en multitud de series desde mediados de los 90, incluyendo participaciones en Hermanas, Éste es mi barrio, Más que amigos, Periodistas, Señor alcalde y El comisario, en la que apareció varios episodios. En otra serie televisiva interpretó su primer papel televisivo fijo en 2001, el de Nerea en Policías, en el corazón de la calle.
Posteriormente aparecería en Hospital Central y, de nuevo con papeles fijos, en Un lugar en el mundo (2003) y Maneras de sobrevivir (2005).
Sus primeros trabajos cinematográficos fueron los cortometrajes Abierto (El eco del tiempo) (1997), de Jaime Marques; No sé, no sé (1998), de Aitor Gaizka y Ruth está bien (1999), de Pablo Valiente.
En 2002 rodó la película para televisión Entre cien fuegos a las órdenes de Iñaki Eizmendi y ese mismo año estrenó El otro lado de la cama, de Emilio Martínez-Lázaro, una de las películas más exitosas del cine español en los últimos años.
En 2003 María Ripoll la dirigió en Utopía. Participó también en Días de fútbol de David Serrano de la Peña y La flaqueza del bolchevique, de Manuel Martín Cuenca.
En 2005 repetiría con ambos directores rodando la cinta Malas temporadas con Martín Cuenca y Días de cine (2007), de Serrano.
Sus últimos proyectos hasta el momento han sido las películas Salir pitando (2007), dirigida por Álvaro Fernández Armero; El club de los suicidas (2007), de Roberto Santiago; y, en 2009, el thriller Un buen hombre, dirigido por Juan Martínez Moreno.
Durante estos años, también ha sido destacable su trabajo en televisión, en series como Maneras de sobrevivir (2005), LEX (2008), Hispania, la leyenda (2010-2012) y su spin-off Imperium (2012).
En 2013 estrena la película Todas las mujeres, dirigida por Mariano Barroso, por la que consigue su tercera nominación al Goya, como mejor actriz de reparto.

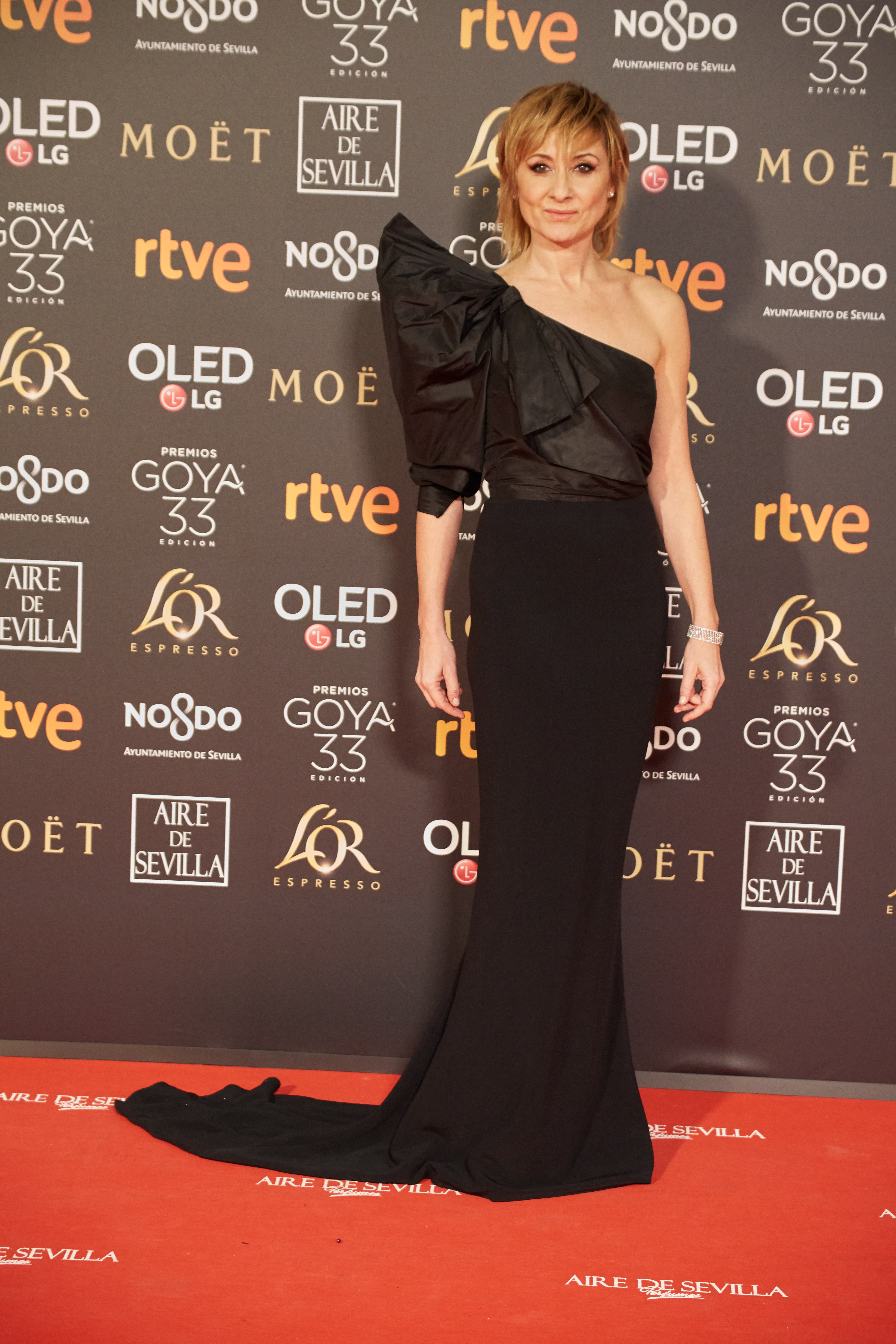
La actriz en los Premios Goya 2019

En 2015 se unió a la serie Carlos, Rey Emperador donde dio vida a Germana de Foix.

## Filmografía

### Cortos
- Abierto (El eco del tiempo) (1997), de Jaime Marques.
- No sé, no sé (1998), de Aitor Gaizka.

### Largometrajes
- Entre cien fuegos (2002), de Iñaki Eizmendi.
- El otro lado de la cama (2002), de Emilio Martínez-Lázaro.
- Utopía (2003), de María Ripoll
- Días de fútbol (2003), de David Serrano.
- La flaqueza del bolchevique (2003), de Manuel Martín Cuenca.
- Malas temporadas (2005), de Manuel Martín Cuenca.
- Días de cine (2006), de David Serrano.
- El club de los suicidas (2007), de Roberto Santiago.
- Salir pitando (2007), de Álvaro Fernández Armero.
- Un buen hombre (2009), de Juan Martínez Moreno.
- Lo mejor de Eva (2012) de Mariano Barroso
- Todas las mujeres (2013) de Mariano Barroso
- Julieta (2016) de Pedro Almodóvar
- No sé decir adiós (2017) de Lino Escalera
- El titán (2017) de Lennart Ruff
- 70 binladens (2019) de Koldo Serra
- Mientras dure la guerra (2019) de Alejandro Amenábar
- Invisibles (2020) de Gracia Querejeta
- La boda de Rosa (2020) de Icíar Bollaín
- Marco, la verdad inventada (2024) de Aitor Arregi y Jon Garaño

### Televisión
| Año       | Título                              | Personaje                  | Cadena                  | Datos        |
| --------- | ----------------------------------- | -------------------------- | ----------------------- | ------------ |
| 1995      | Médico de familia                   | Profesora                  | Telecinco               | 1 episodio   |
| 1996      | Éste es mi barrio                   |                            | Antena 3                | 1 episodio   |
| 1997      | Más que amigos                      | Mónica                     | Telecinco               | 1 episodio   |
| 1998      | Hermanas                            |                            | Telecinco               | 1 episodio   |
| 1998      | Señor alcalde                       | Raquel                     | Telecinco               | 1 episodio   |
| 1999      | Periodistas                         |                            | Telecinco               | 1 episodio   |
| 1999      | El comisario                        | Alicia Ponce               | Telecinco               | 6 episodios  |
| 2000      | 7 vidas                             | Nuria                      | Telecinco               | 1 episodio   |
| 2001      | Policías, en el corazón de la calle | Nerea Yanci                | Antena 3                | 15 episodios |
| 2003      | Un lugar en el mundo                | Silvia                     | Antena 3                | 13 episodios |
| 2004      | Hospital Central                    | Berta                      | Telecinco               | 1 episodio   |
| 2005      | Maneras de sobrevivir               | Pili                       | Telecinco               | 2 episodios  |
| 2005      | Motivos personales                  | Lorena Salinos             | Telecinco               | 13 episodios |
| 2008      | LEX                                 | Daniela León               | Antena 3                | 16 episodios |
| 2010      | La Princesa de Éboli                | Sofonisba Aguissola        | Antena 3                | 2 episodios  |
| 2010-2012 | Hispania, la leyenda                | Claudia                    | Antena 3                | 20 episodios |
| 2012      | Imperium                            | Claudia                    | Antena 3                | 6 episodios  |
| 2015      | Carlos, Rey Emperador               | Germana de Foix            | TVE                     | 6 episodios  |
| 2016      | Web Therapy                         | Irene Fernández            | Movistar+               | 4 episodios  |
| 2017      | Traición                            | Almudena Fuentes del Riego | TVE                     | 9 episodios  |
| 2018      | La catedral del mar                 | Francesca                  | Antena 3                | 4 episodios  |
| 2020      | Caronte                             | Edurne Fragua              | Telecinco y Prime Video | 1 episodio   |
| 2020-2023 | La unidad                           | Carla Torres               | Movistar+               | 18 episodios |

### Teatro
- El fin de los sueños
- Pornografía barata
- El libertino
- Dulce pájaro de juventud (2001)
- Como en las mejores familias (2003)
- Hamelin (2005)
- Marat-Sade (2007)
- Tito Andrónico (2009)
- Penumbra (2010)
- A cielo abierto (2013)
- Fuegos (2013)
- Desde Berlín (tributo a Lou Reed) (2014)
- Sueño (2017)
- Prostitución (2020)
- Un tranvía llamado deseo (2025)

## Premios y candidaturas

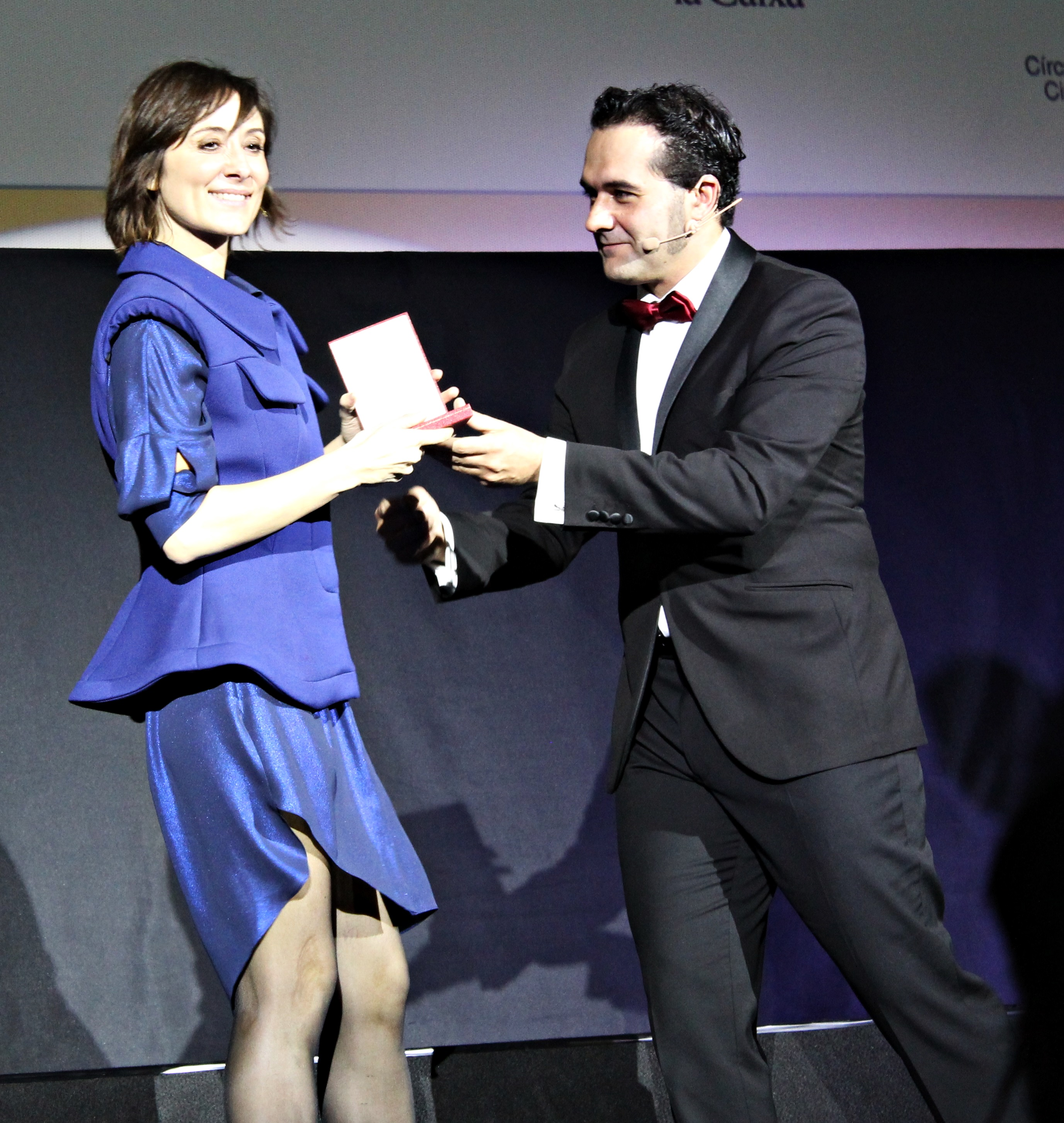
Poza recibiendo el premio a la mejor actriz en la 73.ª edición de las Medallas del Círculo de Escritores Cinematográficos.

Premios Goya
| Año  | Categoría                                  | Película                | Resultado |
| ---- | ------------------------------------------ | ----------------------- | --------- |
| 2003 | Mejor actriz revelación                    | Días de fútbol          | Nominada  |
| 2005 | Mejor interpretación femenina protagonista | Malas temporadas        | Nominada  |
| 2013 | Mejor interpretación femenina de reparto   | Todas las mujeres       | Nominada  |
| 2017 | Mejor interpretación femenina protagonista | No sé decir adiós       | Ganadora  |
| 2019 | Mejor interpretación femenina de reparto   | Mientras dure la guerra | Nominada  |
| 2021 | Mejor interpretación femenina de reparto   | La boda de Rosa         | Ganadora  |

Unión de Actores
| Año  | Categoría                               | Trabajo                 | Resultado |
| ---- | --------------------------------------- | ----------------------- | --------- |
| 2003 | Mejor actriz de reparto de cine         | Días de fútbol          | Nominada  |
| 2003 | Mejor actriz revelación                 | Días de fútbol          | Ganadora  |
| 2005 | Mejor actriz protagonista de cine       | Malas temporadas        | Nominada  |
| 2008 | Mejor actriz protagonista de televisión | LEX                     | Nominada  |
| 2015 | Mejor actriz de reparto de televisión   | Carlos, Rey Emperador   | Nominada  |
| 2016 | Mejor actriz de reparto de cine         | Julieta                 | Nominada  |
| 2017 | Mejor actriz protagonista de cine       | No sé decir adiós       | Ganadora  |
| 2019 | Mejor actriz secundaria de cine         | Mientras dure la guerra | Ganadora  |

Premios Feroz
| Año  | Categoría                 | Trabajo           | Resultado |
| ---- | ------------------------- | ----------------- | --------- |
| 2016 | Mejor actriz protagonista | No sé decir adiós | Ganadora  |

Premios Platino
| Año  | Categoría                                | Trabajo         | Resultado |
| ---- | ---------------------------------------- | --------------- | --------- |
| 2021 | Mejor Interpretación Femenina de reparto | La boda de Rosa | Ganadora  |

Medallas del Círculo de Escritores Cinematográficos
| Año  | Categoría               | Trabajo           | Resultado |
| ---- | ----------------------- | ----------------- | --------- |
| 2013 | Mejor actriz secundaria | Todas las mujeres | Nominada  |
| 2017 | Mejor actriz            | No sé decir adiós | Ganadora  |
| 2020 | Mejor actriz secundaria | La boda de Rosa   | Ganadora  |

Premios Forqué
| Año  | Categoría                     | Película          | Resultado |
| ---- | ----------------------------- | ----------------- | --------- |
| 2018 | Mejor Interpretación Femenina | No sé decir adiós | Ganadora  |

Premio Ciudad de Melilla
| Año  | Resultado |
| ---- | --------- |
| 2023 | Ganadora  |